# Liga del Fútbol Profesional Boliviano 1990
La Liga del Fútbol Profesional Boliviano 1990 è stata la 14ª edizione della massima serie calcistica della Bolivia, ed è stata vinta dall'Oriente Petrolero.

## Formula
Nel primo torneo il campionato si svolge in due fasi preliminari e una finale; nel secondo, le squadre vengono divise in tre gruppi, due da 4 e uno da 5 squadre: essi forniscono poi l'accesso alla seconda fase (due gruppi da 4 club). Ciascuna fase nomina un campione che prende parte alla finalissima che determina il vincitore del titolo nazionale. In questa edizione la finale non fu necessaria, poiché l'Oriente Petrolero vinse entrambi i tornei. L'Always Ready e il Lítoral non prendono parte al primo torneo.

## Primo torneo

### Prima fase

#### Serie A
| Pos. | Squadra           | Pt | G  | V | N | P | GF | GS | DR  |
| ---- | ----------------- | -- | -- | - | - | - | -- | -- | --- |
| 1.   | Bolívar           | 20 | 14 | 8 | 2 | 2 | 38 | 15 | +23 |
| 2.   | Oriente Petrolero | 18 | 14 | 7 | 4 | 3 | 16 | 18 | -2  |
| 3.   | San José          | 16 | 14 | 6 | 4 | 2 | 19 | 12 | +7  |
| 4.   | Wilstermann       | 14 | 14 | 7 | 0 | 7 | 21 | 21 | 0   |
| 5.   | Real Santa Cruz   | 10 | 14 | 3 | 4 | 7 | 10 | 23 | -13 |
| 6.   | Ciclón            | 9  | 14 | 4 | 1 | 9 | 17 | 25 | -8  |

#### Serie B
| Pos. | Squadra        | Pt | G  | V | N | P | GF | GS | DR  |
| ---- | -------------- | -- | -- | - | - | - | -- | -- | --- |
| 1.   | The Strongest  | 13 | 12 | 5 | 3 | 4 | 23 | 16 | +7  |
| 2.   | Blooming       | 13 | 12 | 4 | 5 | 3 | 21 | 20 | +1  |
| 3.   | Ind. Petrolero | 13 | 12 | 6 | 1 | 5 | 13 | 13 | 0   |
| 4.   | Destroyers     | 10 | 12 | 3 | 4 | 5 | 17 | 19 | -2  |
| 5.   | San Pedro      | 6  | 12 | 2 | 2 | 8 | 13 | 26 | -13 |

### Seconda fase

#### Serie A
| Pos. | Squadra           | Pt | G | V | N | P | GF | GS | DR  |
| ---- | ----------------- | -- | - | - | - | - | -- | -- | --- |
| 1.   | Bolívar           | 9  | 6 | 4 | 1 | 1 | 15 | 3  | +12 |
| 2.   | Oriente Petrolero | 7  | 6 | 3 | 1 | 2 | 8  | 5  | +3  |
| 3.   | Ind. Petrolero    | 5  | 6 | 1 | 3 | 2 | 5  | 11 | -6  |
| 4.   | Destroyers        | 3  | 6 | 1 | 1 | 4 | 2  | 11 | -9  |

#### Serie B
| Pos. | Squadra       | Pt | G | V | N | P | GF | GS | DR |
| ---- | ------------- | -- | - | - | - | - | -- | -- | -- |
| 1.   | San José      | 8  | 6 | 4 | 0 | 2 | 5  | 3  | +2 |
| 2.   | Blooming      | 7  | 6 | 3 | 1 | 2 | 6  | 5  | +1 |
| 3.   | The Strongest | 6  | 6 | 3 | 0 | 3 | 6  | 5  | +1 |
| 4.   | Wilstermann   | 3  | 6 | 1 | 1 | 4 | 3  | 7  | -4 |

### Semifinali

#### Andata
| Arbitro: | Aliaga |

|                        |           |            |
| Abdeneve 37’ Borja 56’ | Marcatori | 63’ Méndez |

| Arbitro: | Ortubé |

|             |           |            |
| Sánchez 56’ | Marcatori | 60’ García |

#### Ritorno
| Arbitro: | Prado |

|          |           |  |
| Peña 79’ | Marcatori |  |

| Arbitro: | Aliaga |

|                       |           |  |
| Coimbra 7’ Melgar 86’ | Marcatori |  |

### Finale

#### Andata
| Arbitro: | Ortubé |

|                        |           |               |
| Coimbra 53’ Molina 64’ | Marcatori | 88’ Hernández |

#### Ritorno
| Arbitro: | Antequera |

|                          |           |  |
| López 56’ Etcheverry 83’ | Marcatori |  |

#### Spareggio
| Arbitro: | Aliaga |

|  |           |             |
|  | Marcatori | 48’ Saldías |

## Secondo torneo

### Prima fase

#### Serie A
| Pos. | Squadra           | Pt | G | V | N | P | GF | GS | DR |
| ---- | ----------------- | -- | - | - | - | - | -- | -- | -- |
| 1.   | Oriente Petrolero | 10 | 6 | 3 | 2 | 1 | 10 | 6  | +4 |
| 2.   | Blooming          | 9  | 6 | 1 | 5 | 0 | 8  | 6  | +2 |
| 3.   | Real Santa Cruz   | 7  | 6 | 2 | 2 | 2 | 6  | 7  | -1 |
| 4.   | Destroyers        | 5  | 6 | 0 | 3 | 3 | 5  | 10 | -5 |

#### Serie B
| Pos. | Squadra           | Pt | G | V | N | P | GF | GS | DR  |
| ---- | ----------------- | -- | - | - | - | - | -- | -- | --- |
| 1.   | The Strongest     | 13 | 6 | 5 | 1 | 0 | 10 | 0  | +10 |
| 2.   | Bolívar           | 9  | 6 | 3 | 1 | 2 | 14 | 5  | +9  |
| 3.   | Deportivo Lítoral | 3  | 6 | 1 | 1 | 4 | 2  | 11 | -9  |
| 4.   | Always Ready      | 3  | 6 | 1 | 1 | 4 | 3  | 13 | -10 |

#### Serie C
| Pos. | Squadra        | Pt | G | V | N | P | GF | GS | DR |
| ---- | -------------- | -- | - | - | - | - | -- | -- | -- |
| 1.   | Ciclón         | 12 | 8 | 4 | 3 | 1 | 11 | 7  | +4 |
| 2.   | San José       | 10 | 8 | 3 | 2 | 3 | 12 | 11 | +1 |
| 2.   | Ind. Petrolero | 10 | 8 | 3 | 2 | 3 | 11 | 11 | 0  |
| 2.   | Wilstermann    | 10 | 8 | 2 | 4 | 2 | 10 | 10 | 0  |
| 5.   | San Pedro      | 6  | 8 | 2 | 1 | 5 | 5  | 10 | -5 |

### Seconda fase

#### Serie A
| Pos. | Squadra         | Pt | G | V | N | P | GF | GS | DR |
| ---- | --------------- | -- | - | - | - | - | -- | -- | -- |
| 1.   | Bolívar         | 8  | 6 | 2 | 4 | 0 | 9  | 4  | +5 |
| 2.   | San José        | 7  | 6 | 2 | 3 | 1 | 9  | 5  | +4 |
| 2.   | Real Santa Cruz | 5  | 6 | 1 | 3 | 2 | 9  | 13 | -4 |
| 4.   | Blooming        | 4  | 6 | 1 | 2 | 3 | 5  | 10 | -5 |

#### Serie B
| Pos. | Squadra           | Pt | G | V | N | P | GF | GS | DR |
| ---- | ----------------- | -- | - | - | - | - | -- | -- | -- |
| 1.   | Oriente Petrolero | 9  | 6 | 4 | 1 | 1 | 12 | 6  | +6 |
| 2.   | The Strongest     | 7  | 6 | 2 | 3 | 1 | 10 | 10 | 0  |
| 3.   | Ind. Petrolero    | 5  | 6 | 2 | 1 | 3 | 8  | 9  | -1 |
| 4.   | Ciclón            | 3  | 6 | 1 | 1 | 4 | 7  | 12 | -5 |

### Semifinali

#### Andata
| Arbitro: | Peña |

|                      |           |              |
| Salinas 3’ Borja 37’ | Marcatori | 46’ Villegas |

| Arbitro: | Aliaga |

|                                 |           |  |
| Célio Alves 67’ Molina 73’, 75’ | Marcatori |  |

#### Ritorno
| Arbitro: | Ortubé |

|                                      |           |                                             |
| Villarroel 12’ Rocha 75’ Giménez 87’ | Marcatori | 6’ Rimba 46’ Borja 75’ Soria 79’ Etcheverry |

| Arbitro: | Vargas |

|                            |           |  |
| Rojas 14’ Sánchez 18’, 64’ | Marcatori |  |

### Finale

#### Andata
| Arbitro: | Antequera |

|                                          |           |            |
| Etcheverry 47’, 85’ Hirano 73’ Rimba 88’ | Marcatori | 90’ Ibarra |

#### Ritorno
| Arbitro: | Ortubé |

|                       |           |  |
| Ávila 74’ Saldías 67’ | Marcatori |  |

#### Spareggio
| Arbitro: | Rossel |

|            |                      |             |
| Melgar 59’ | Marcatori            | 19’ Salinas |
| –          | Tiri di rigore 4 – 3 | –           |

## Verdetti
- Oriente Petrolero campione nazionale
- Oriente Petrolero e Bolívar in Coppa Libertadores 1991
- Deportivo Lítoral e San Pedro retrocessi
- Chaco Petrolero, Orcobol e Petrolero promossi dalla seconda divisione

## Classifica marcatori
| Gol |  |  | Giocatore             | Squadra           |
| --- |  |  | --------------------- | ----------------- |
| 20  |  |  | Juan Carlos Sánchez   | San José          |
| 18  |  |  | Carlos Fernando Borja | Bolívar           |
| 18  |  |  | Jorge Hirano          | Bolívar           |
| 16  |  |  | Marco Etcheverry      | Bolívar           |
| 11  |  |  | Luis Fernando Salinas | Bolívar           |
| 11  |  |  | Sergio Oscar Luna     | The Strongest     |
| 10  |  |  | Julián Giménez        | The Strongest     |
| 10  |  |  | Modesto Molina        | Oriente Petrolero |
| 9   |  |  | Célio Alves           | Oriente Petrolero |